# Mame bune și nebune 2
Mame bune și nebune 2 (titlu original: A Bad Moms Christmas ) este un film de Crăciun american de comedie din 2017 regizat de Jon Lucas și Scott Moore, un sequel al filmului Bad Moms (2016). Rolurile principale au fost interpretate de actrițele Mila Kunis, Kristen Bell,  Kathryn Hahn, Christine Baranski, Cheryl Hines și Susan Sarandon.

## Distribuție
- Mila Kunis - Amy Mitchell
- Kristen Bell - Kiki
- Kathryn Hahn - Carla Dunkler
- Christine Baranski - Ruth
- Cheryl Hines - Sandy
- Susan Sarandon - Isis Dunkler
- Jay Hernandez - Jesse Harkness
- Justin Hartley - Ty Swindle
- Peter Gallagher - Hank
- Oona Laurence - Jane Mitchell
- Emjay Anthony - Dylan Mitchell
- Kenny G - himself
- Wanda Sykes - Dr. Elizabeth Karl
- Christina Applegate - Gwendolyn James
- Lyle Brocato - Kent
- Cade Cooksey - Jaxon
- Ariana Greenblatt - Lori
- Jacks Dean - Bernard
- Madison Muffley - Clare
- Kurt Yue - Sushi Chef
- Patrick R. Walker - Stripper Santa Host
- Matthew Warzel - Santa Stripper
- Phil Pierce - Mall Santa